# 臺灣四大族群
臺灣四大族群，臺灣族群的分類概念，其包含了臺灣原住民族、臺灣閩南人、臺灣客家人、臺灣外省人四者。在1980年代時，由社會學學者陳紹馨、傅瑞德、蕭新煌等人提出這個分類概念。於1993年由民主進步黨立法委員葉菊蘭與林濁水所正式提出。

## 內容
關於臺灣四大族群的分類，最早可以追溯至國立臺灣大學的學者陳紹馨與美國哥倫比亞大學的學者傅瑞德，於1970年出版的《臺灣人口之姓氏分佈，第二冊：社會基圖》。在此書中，他們根據1956年的戶口普查資料，依照省籍、語言、血緣，將臺灣的族群區分為祖籍福建之本省籍民（閩南人）、祖籍廣東之本省籍民（客家人）、山胞、外省籍四者。蕭新煌曾經提出四大語系，與四大區域團體的分類，包括閩南、客家、山地、內地四者。在1980年代之前，區分族群最主要的分類法，為原住民與漢族的區別，本省人與外省人的省籍區分，這兩大分類法為主。

### 臺灣客家人
臺灣客家人，屬於臺灣漢族之一，也是臺灣的第二大族群。該族群之祖籍，大多是源自中國粵東地區，以及部份閩南地區與閩西地區。

### 臺灣外省人
在1949年後隨著中華民國政府來到台灣的中國大陸各省份移民，在抵達台灣之初，仍然保持對自己省份的認同。根據學者王甫昌研究，外省人族群意識的出現，始於中華民國退出聯合國與中美斷交之時。在1970年代，行政院長蔣經國開始刻意拔擢台灣青年出任政府重要職位，當時稱為「吹台青」，外省族群開始感受到地位被剝奪。在1980年代，在二月政爭後，李登輝成為中華民國總統，推動國會全面改選，外省人逐漸無法主導台灣政治，出現外省族群弱勢論，因此形成台灣外省人的族群意識。